# Ronald Moore (koszykarz)
Ronald Moore (ur. 14 lipca 1988 w Filadelfii) – amerykański koszykarz grający na pozycji rozgrywającego, wicemistrz Słowacji z 2011, obecnie zawodnik Pallacanestro Varese. 
W sezonie 2011/2012 zawodnik Turowa Zgorzelec. Od 2012 występuje w węgierskim Albacomp Székesfehérvár.

## Życiorys
Ronald Moore rozpoczynał swoją karierę koszykarską od występów w dywizji I NCAA w barwach drużyny Siena Saints reprezentującej szkołę Siena College. W rozgrywkach tych występował od 2006 do 2010. W swoim ostatnim sezonie (2009/2010) w NCAA, w 34 meczach, w których zagrał, miał w sumie 261 asyst, co było najlepszym wynikiem w całej lidze. Łącznie przez 4 sezony wystąpił w 135 meczach, w których zdobył w sumie 1070 punktów i miał 823 asyst (5. wynik w historii ligi).
W sezonie 2010/2011 występował w słowackim klubie BK SPU Nitra grającym w tamtejszej Extraklasie. Wystąpił w sumie w 48 spotkaniach, w których zdobywał średnio prawie 17 punktów, 7 asyst i 5 zbiórek na mecz. Wraz ze swoją drużyną wygrał rundę zasadniczą słowackiej Extraligi. Ostatecznie, po porażce w finale play-off z klubem Astrum Levice, zdobył wicemistrzostwo kraju. Indywidualnie otrzymał również tytuł MVP całego sezonu.
W lipcu 2011 podpisał kontrakt z Turowem Zgorzelec, w którym występował w sezonie 2011/2012.

## Osiągnięcia
Stan na 21 stycznia 2018, na podstawie, o ile nie zaznaczono inaczej.
NCAA
- Uczestnik:
  - II rundy turnieju NCAA (2008, 2009)
  - turnieju NCAA (2008–2010)
- Mistrz:
  - turnieju konferencji Metro Atlantic Athletic (MAAC – 2008–2010)
  - sezonu regularnego MAAC (2008–2010)
- Zaliczony do
  - I składu:
    - MAAC (2010)
    - turnieju MAAC (2009, 2010)

  - II składu MAAC (2009)
- Lider NCAA w asystach (2010)[6]

Drużynowe
- Mistrz Węgier (2013)
- Wicemistrz Słowacji (2011)
- Zdobywca Pucharu  Węgier (2013)

Indywiadulne
- MVP sezonu ligi słowackiej (2011)
- Lider ligi słowackiej w asystach (2011)

## Statystyki podczas występów w Polsce
| Sezon     | Drużyna     | M  | S5 | MPG  | FG% | 3P% | FT% | RPG | APG | SPG | BPG | PPG |
| --------- | ----------- | -- | -- | ---- | --- | --- | --- | --- | --- | --- | --- | --- |
| 2011/2012 | Turów (PLK) | 45 | 9  | 22,3 | 38% | 33% | 74% | 3,5 | 4,4 | 1,0 | 0,0 | 7,2 |